# 雪見

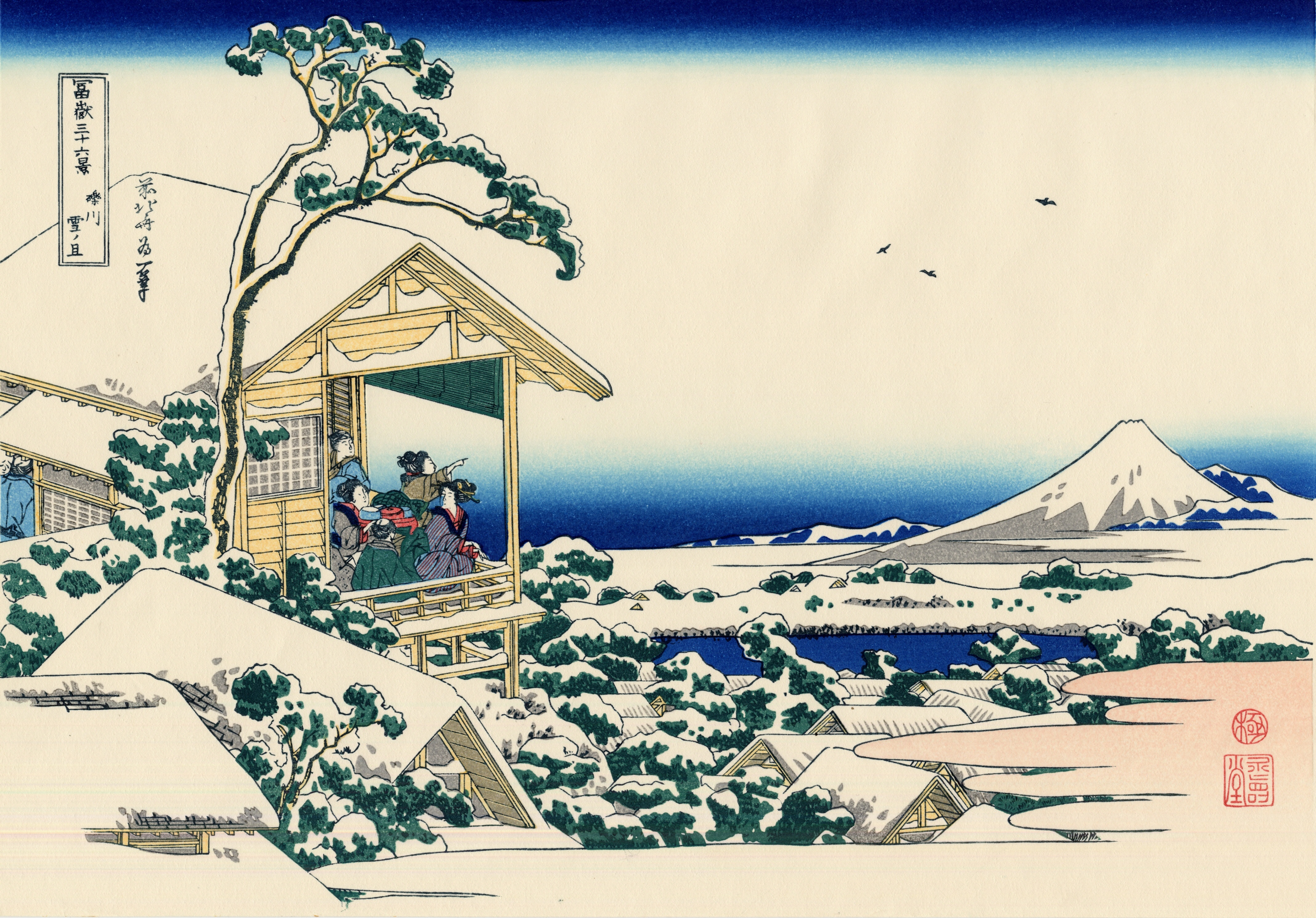
『冨嶽三十六景 礫川 雪ノ旦』 為一 筆（葛飾北斎 画）

雪見（ゆきみ）とは、中世以降の日本に見られる風俗の一つであり、降雪や雪景色を眺めて楽しむこと。
日本の近世にあたる江戸時代（後期）に活躍した浮世絵師・歌川国芳の名所絵『雪見舟図』などは、その様子を描いた代表例である。葛飾北斎の傑作、『富嶽三十六景』のうちの1図「礫川 雪ノ旦」（右図参照）がある。
現代では特に、室内などの暖かい場所から眺めることが多い。雪見酒や雪見風呂など、暖かいものを楽しみながら雪に興じることも広く行われる。

## 雪見に関連した作品
名所絵（浮世絵風景画）
- 『雪見舟図』 ：「ゆきみ-ふねず」 歌川国芳 画。
- 『富嶽三十六景 礫川 雪ノ旦』 ：「ふがく-さんじゅうろっけい こいしかわ ゆき-の-あした」と読む。 葛飾北斎（画号：為一）により、文政6年（1823年）頃から天保4年（1835年）までの間に作られ、発表された全46図中の第5の図。美女数人をはべらせた通人が雪景色の中の料亭の二階に宴を張り、富士を眺める様子を描いた一枚。「礫川（こいしかわ）」とは「小石川」のことであり、現在は東京都文京区に属している一地域。江戸期には、武蔵国豊島郡小石川村のみならず、神田上水の現・水道橋界隈から外白山あたりまでを含む広い地域を指す呼称であった。

## 関連事項
- 雪祭り
- 火鉢 / 炬燵（こたつ） / 雪見風呂
- 雪見酒 / 餅 / 蜜柑（みかん）
- 雪見だいふく
- 雪見障子